# Koishi Tatsuomi
Tatsuomi Koishi (sinh ngày 22 tháng 8 năm 1977) là một cầu thủ bóng đá người Nhật Bản.

## Sự nghiệp câu lạc bộ
Tatsuomi Koishi đã từng chơi cho Sagan Tosu và ALO's Hokuriku.